# Ralph Alpher
Ralph Asher Alpher est un astrophysicien et cosmologiste américain né le 3 février 1921 et mort le 12 août 2007.
En dépit d'une carrière relativement courte dans la recherche scientifique, qu'il quitte dès 1955, il a joué un rôle crucial dans l'émergence du modèle du Big Bang.

## Biographie
Ralph Alpher est issu d'une famille de condition modeste. Les difficultés matérielles qu'il rencontre durant son adolescence (durant la grande dépression) rendent problématique le financement de ses études.
Résidant à Washington, il se voit en particulier incapable de suivre les cours au Massachusetts Institute of Technology en raison du coût des transports en commun pour se rendre sur place.
Il se voit refuser une bourse d'études de l'Institut, pour avoir déclaré sa confession juive.
Après avoir perdu sa mère en 1938 des suites d'un cancer de l'estomac, c'est donc à l'université George Washington qu'il entreprend ses études universitaires.
C'est là qu'il rencontre sa future épouse, Louise, en 1940, avec qui il se marie début 1942.
Plus tard, il y rencontre George Gamow qui le décide définitivement à orienter sa carrière vers la recherche en cosmologie.

### Carrière scientifique
Ralph Alpher a effectué sa thèse sous la direction de George Gamow à la fin des années 1940.
Il est le premier à proposer que la phase dense et donc chaude de l'univers primordial, que l'on n'appelle pas encore Big Bang, a permis de fabriquer certains atomes de l'univers autres que l'hydrogène par des réactions nucléaires : c'est la nucléosynthèse primordiale.
Ce phénomène, proposé pour la première fois par Gamow en 1946 sera mis en forme en 1948 sous l'impulsion de ce dernier, mais avec l'apport crucial d'Alpher. Ils publient leurs calculs en 1948. Connu pour son tempérament facétieux, et profitant de la date de publication de l'article (1er avril), Gamow a ajouté le nom de Hans Bethe à la liste des auteurs de l'article, signé donc par Alpher, Bethe et Gamow. La ressemblance de ces trois noms avec les trois premières lettres de l'alphabet grec (alpha, bêta, gamma) fait que cet article est souvent appelé article αβγ. Alpher souffrira cependant de cette farce, car le fait de voir son nom associé à celui de deux scientifiques prestigieux aura tendance à dissimuler le rôle pourtant décisif qu'il a joué dans cet article fondateur de la cosmologie moderne.
La même année, Ralph Alpher commence une longue collaboration avec Robert Herman. Ils sont les premiers à réaliser que la phase dense et chaude qui existait dans l'univers primordial doit avoir laissé une trace sous la forme d'un rayonnement désormais extrêmement froid : le fond diffus cosmologique. Alpher et Herman en prédisent l'existence, ainsi qu'une estimation de la température actuelle, quelques kelvins seulement. Ils publient ce résultat crucial dans la revue Nature sous l'impulsion de Gamow qui insiste auprès de l'éditeur du journal pour que ce résultat complète un article que lui-même avait soumis peu avant. Pour des raisons mal connues, Gamow reprendra cette idée d'Alpher et Herman, mais sans jamais les citer.
Par la suite, Ralph Alpher et Herman améliorèrent les calculs de l'article αβγ. En 1953, ils proposent avec James W. Follin une chronologie désormais validée de l'histoire de l'univers primordial depuis une température de 100 MeV (1012 degrés), où ils mentionnent des époques successives qui voient se dérouler le découplage des neutrinos, l'annihilation électrons-positrons et la nucléosynthèse primordiale. Ils corrigent en particulier une erreur cruciale de l'article αβγ qui affirmait que tous les éléments chimiques étaient créés lors de cette phase, alors qu'en fait seuls les éléments les plus légers (hydrogène, hélium et lithium) le sont.
En 1955, Ralph Alpher s'éloigne du monde de la recherche, pour travailler à General Electric, semble-t-il pour des raisons financières. Son nom est peu à peu oublié, à tel point que la découverte en 1965 du fond diffus cosmologique par Arno Penzias et Robert Wilson ne mentionne pas son nom, pas plus que ceux de Herman et Gamow. Alpher luttera plusieurs années pour que l'histoire des sciences le réhabilite. Lors de leurs discours respectifs prononcés lors de la remise de leur Prix Nobel de physique consécutif à leur découverte, Penzias et Wilson rendront finalement justice à l'apport crucial d'Alpher à la cosmologie moderne,.

## Distinction
- 1993 : Médaille Henry Draper (avec Robert Herman)